# Lago Ontario
Il lago Ontario (in inglese Lake Ontario) è uno dei cinque Grandi Laghi del Nordamerica. Parte del lago è degli Stati Uniti (stato di New York) e parte del Canada (Ontario). Nei mesi invernali a causa del ghiaccio il lago non è navigabile.

## Il nome
Il nome del lago deriva da ontarí: una parola dell'ormai estinta lingua Urone che significa "grande lago". La provincia canadese di Ontario prese il nome dal lago. Prima del suo nome attuale, il lago era indicato in alcune cartine con nomi differenti.
In una cartina delle Relation des Jésuites (1662-1663), compariva con il nome "Lac Ontario ou des Iroquois" (=Lago Ontario o degli Irochesi), e in cartine minori con il nome "Ondiara". Una cartina francese del 1712 (attualmente nel museo canadese Museum of Civilisation, creato dall'ingegnere del Genio militare Jean-Baptiste de Couagne, presentava il lago sotto il nome di "Lac Frontenac", i popoli Irochesi lo chiamavano "Skanadario".)

## Geografia
Il lago Ontario (43°30'N, 78°00'O) è il lago con la superficie minore (19.529 km²) dei Grandi Laghi, tuttavia supera il lago Erie in volume (1639 km³). È il quattordicesimo lago più vasto del mondo, ha una linea costiera di 1146 km. Si trova a 75 m sul livello del mare, è lungo 311 km, ha una larghezza di 86 km, con una profondità massima di 244 m.
Il suo primo immissario è il fiume Niagara (dal Lago Erie) e il primo emissario è il fiume San Lorenzo. L'isola più grande del lago è Wolfe Island situata nei pressi di Kingston. È raggiungibile in traghetto sia dal Canada che dagli Stati Uniti.
Una grande conurbazione chiamata "Golden Horseshoe" (che include le città di Toronto e Hamilton, Ontario) si trova all'estremità occidentale del lago, nella parte canadese. Altri centri canadesi con porti sono St. Catharines, Oshawa, Cobourg e Kingston, vicini al fiume San Lorenzo. Gran parte della popolazione canadese vive nei pressi del lago Ontario.
La riva statunitense del lago è in gran parte rurale, eccetto Rochester (New York) e il più piccolo centro porto di Oswego (New York). Oltre 2 milioni di persone vivono nella riva americana del lago. La riva meridionale è diventata la maggiore area di produzione di frutta, essendovi coltivati il melo, il ciliegio, il pero, il pruno, il pesco, che crescono in orti commerciali a Rochester. La parte canadese della riva meridionale, conosciuta come Niagara Peninsula è una delle maggiori produttrici di frutta e di vino. Varietà di melo che sopportano climi più rigidi crescono sulla riva settentrionale del lago, attorno a Cobourg.
Il lago Ontario dà origine al fiume San Lorenzo che attraversa la pianura del san Lorenzo.
Tra l'Ontario e il lago Erie prendono vita le cascate del Niagara, con un salto di 49 m.

## Geologia
L'Ontario è un lago di origine glaciale, così come tutti gli altri 4 laghi che fanno parte della regione dei grandi laghi (Michigan, Superiore, Huron ed Erie).

## Ecologia
Nel 2011 c'è stata una perdita 73 metri cubi di acqua demineralizzata nel lago Ontario proveniente dal circuito secondario della centrale nucleare di Pickering a causa della perdita di una guarnizione di una pompa di ricircolo. L'incidente non ha avuto nessun impatto né sulla salute né sull'ambiente.